# Chalcosyrphus anomalus
Chalcosyrphus anomalus är en tvåvingeart som först beskrevs av Shannon 1925.  Chalcosyrphus anomalus ingår i släktet mulmblomflugor, och familjen blomflugor. Inga underarter finns listade i Catalogue of Life.